# Pingshan (socken i Kina, Hunan)
Pingshan (kinesiska: 平山, 平山乡) är en socken i Kina. Den ligger i provinsen Hunan, i den södra delen av landet, omkring 87 kilometer söder om provinshuvudstaden Changsha. Antalet invånare är 8631. Befolkningen består av 4 166 kvinnor och 4 465 män. Barn under 15 år utgör 12,0 %, vuxna 15-64 år 74 %, och äldre över 65 år 12,0 %.
Genomsnittlig årsnederbörd är 1 859 millimeter. Den regnigaste månaden är maj, med i genomsnitt 295 mm nederbörd, och den torraste är oktober, med 29 mm nederbörd.